# Dilation
En linguistique, une dilation est une assimilation à distance de sons, l'un sur l'autre, comme l'harmonie vocalique.
La dilation est un phénomène phonétique qui se produit dans de nombreuses langues ; cette assimilation est le plus souvent régressive, c'est-à-dire que c'est le second phonème qui influence le premier, par un effet d'anticipation : l'attention du locuteur anticipe les mouvements articulatoires nécessaires pour former le second phonème.
La dilation est parfois appelée métaphonie.